# Nata, Cypern
Nata är en by på sydvästra Cypern som ligger strax öster om Pafos och en liten bit norr om Pafos internationella flygplats.
Nata hade 181 invånare vid folkräkningen år 2011.